# Cassini-Huygens
Cassini-Huygens er en ubemandet rummission med det formål at studere Saturn og dens måner og ringsystem. Missionen blev tilrettelagt og gennemført som et samarbejde mellem amerikanske NASA, den europæiske rumfartsorganisation ESA og italienske ASI.
Rumsonden består af to hoveddele: Cassini kredsløbsmodulet (moderskibet) og Huygens landingsmodulet. Den blev opsendt den 15. oktober 1997 og gik i kredsløb om Saturn for at samle information om planeten og dens ringe den 1. juli 2004. Cassini-Huygens var det første rumfartøj, der gik i kredsløb om Saturn og det fjerde fartøj, der besøgte planeten. På turen har Cassini bl.a. sørget for unikke billeder af Titan, der er en af Saturns største måner.
Cassini-Huygens er opkaldt efter den italienske astronom Giovanni Cassini og den nederlandske astronom Christiaan Huygens.
Missionen skulle oprindelig være afsluttet i 2008, men blev forlænget. Missionen afsluttedes den 15. september 2017, hvor moderskibet Cassini sendtes ned gennem Saturns atmosfære for at brænde op.

## Cassinis hovedformål
1. undersøgelse af den tredimensionale struktur og den dynamiske udvikling af ringene
2. undersøgelse af sammensætningen af månernes overflader og den geologiske historie for hver måne
3. undersøgelse af natur og oprindelse af det mørke materiale på Iapetus' fremadrettede halvkugle
4. måling af den tredimensionale struktur og den dynamiske opførsel af magnetosfæren
5. undersøgelse af den dynamiske udvikling af Saturns skyer i atmosfæren
6. undersøgelse af tidsvariationen af Titans skyer og tåger
7. undersøgelse af Titans overflade på et lokalt niveau

## Vigtige begivenheder
- Den 15. oktober 1997 blev Cassini–Huygens-sonden opsendt fra Cape Canaveral med en Titan 4-raket
- Den 26. april 1998 og 24. juni 1999 passeredes Venus ved gravity assist flybys
- Den 18 august 1999 03:28 UTC passeredes Jorden ved en gravity assist flyby
- Den 23. januar 2000 passeredes cirka klokken 10:00 UTC asteroiden (2685) Masursky
- Den 30. december 2000 opnåedes den tætteste afstand til Jupiter
- Den 10. oktober 2003 blev test af Einsteins relativitetsteori offentliggjort.
- Den 12. juni 2004 ved indflyvning til Saturn blev månen Phoebe undersøgt, samme år opdagedes tre nye måner
- Den 1. maj 2005 blev en ny måne Dafnis opdaget.
- Den 15. april 2008 blev det besluttet at forlænge missionen, som vil betyde 60 ekstra kredsløb om Saturn; 23 passager af Titan syv passager af Enceladus og en af Dione, Rhea og Helene
- Den 15. september 2017 afsluttedes missionen, idet moderskibet Cassini blev dirigeret til at styrte ned gennem Saturns atmosfære